# Эченике, Эндер
Энде́р Хесу́с Эчени́ке Пе́нья (исп. Ender Jesús Echenique Peña; род. 2 апреля 2004, Маракай) — венесуэльский футболист, вингер клуба «Цинциннати».

## Клубная карьера
Эченике — воспитанник клуба «Арагуа». 25 октября 2019 года в матче против «Метрополитанос» он дебютировал в венесуэльской Примере. 24 июля 2022 года в поединке против «Депортиво Лара» Эндер забил свой первый гол за «Арагуа». В 2023 году Эченике перешёл в «Каракас». 19 марта в матче против «Метрополитанос» он дебютировал за новую команду. 14 мая в поединке против «Депортиво Ла Гуайра» Эндер забил свой первый гол за «Каракас».
Летом 2025 года Эченике перешёл в американский «Цинциннати». 4 августа в поединке Кубка Лиг против мексиканской «Хуарес» Эндер дебютировал за основной состав. 11 августа в матче против «Шарлотт» он дебютировал в MLS.